# Lý Nhân (nhà Thanh)
Lý Nhân (chữ Hán: 李裀, ? – 1656), tên tự là Long Cổn, người Cao Mật, Sơn Đông, quan viên đầu đời Thanh trong lịch sử Trung Quốc. Ông chỉ trích Đào nhân pháp, công kích trực diện sự bạo ngược của quý tộc Bát kỳ đối với người Hán, nên phải chịu lưu đày cho đến chết.

## Khởi nghiệp
Năm Thuận Trị thứ 6 (1649), Nhân lấy thân phận cử nhân, vượt qua kỳ khảo hạch để được thụ chức Nội viện Trung thư xá nhân. Sau đó Nhân được cất làm Lễ khoa Cấp sự trung, rồi chuyển sang Binh khoa. Về sau Nhân hặc Lại bộ Lang trung Tống Học Thù chủ trì thi cử ở Hà Nam, chứa gái nhận quà, tra ra là thật, khiến ông ta chịu đoạt quan.

## Phản đối Đào nhân pháp
Buổi đầu nhà Thanh tiến vào Trung Nguyên, quyền thần Đa Nhĩ Cổn ban bố nhiều pháp lệnh tàn bạo, hòng đáp ứng những lời hứa hẹn đối với giới quý tộc Mãn Châu, khiến người Hán vô cùng bất mãn . Một trong số đó là Đầu sung lệnh, cưỡng bức nông dân ngươi Hán mất ruộng đất làm nô bộc cho những chủ đất mới người Mãn. Những người Hán này chịu sự áp bức bạo ngược, nên bỏ trốn rất nhiều; lại tù binh người Hán ở Liêu Đông trước đây sau khi theo quân Thành nhập Quan, luôn tìm cách bỏ trốn. Nô bộc bỏ trốn ngày một nhiều, khiến quý tộc Mãn Châu căm phẫn, quay sang trừng phạt vô cùng khắc nghiệt người nào dám chứa chấp người bỏ trốn.
Năm Thuận Trị thứ 11 (1654), hội nghị Nghị chánh Vương đại thần đòi bắt kẻ chứa chấp người bỏ trốn làm nô bộc cho Kỳ chủ, láng giềng hai bên chịu lưu đày, kẻ bị bắt lại mà bỏ trốn giữa đường thì đến cả con cái cũng chịu lưu đày. Thuận Trị đế cho rằng như thế là quá nghiêm khắc, mệnh cho bàn bạc lại, nhưng hội nghị vẫn giữ nguyên đòi hỏi trên. Năm thứ 12 (1655), Nhân dâng sớ phản đối, đời sau gọi là Gián đào đông sớ (谏逃东疏, Gián: khuyên can; đào đông: Đông nhân  đào tẩu).
Nhân nói: “Hoàng thượng là chủ Trung Quốc, xem thiên hạ đều là một nhà. Vậy lập riêng danh mục gọi là Đông nhân hay Cựu nhân, đem tách làm hạng hai mất rồi. Nói đến Mãn Châu sử dụng quân đội, bởi vì binh với dân, không thể không chia tách; châu huyện đuổi bắt kẻ bỏ trốn, bởi vì đào binh của Thanh câu , không thể không nghiêm tra; thế là đúng. Nhưng đặt ra hình phạt quá nặng, vạ lây quá nhiều, khiến cho người trong nước không kể đến giàu – nghèo – sang – hèn, đều lo sợ vận mệnh không trọn sớm – tối. Lòng người rối bời, tổn thương nguyên khí, là việc gây đau lòng thứ nhất. Lập ra phép tắc nhưng người vi phạm ngày càng nhiều, đáng nghĩ xem họ được lợi ích gì ở việc giấu giếm mà trở nên liều lĩnh. Đây hẳn xem Đông nhân là của quý, thừa cơ làm bậy. Giàu có tan nhà, nô tỳ gây vạ, tiếng tăm mất sạch, là việc gây đau lòng thứ hai. Phạm pháp không tha, liên đới cũng không bỏ qua, tức là đại nghịch bất đạo, không gì hơn được. Phá một nhà tức là hao hụt thuế má của một nhà, giết một người tức là phí công nuôi dạy của một người. Mười năm nuôi nấng, mười năm dạy dỗ, nay lại dùng Đào nhân pháp giết đi làm chi? Là việc gây đau lòng thứ ba. Lòng người không khác nhau mấy, khiến họ có nơi gửi mình, thì sao phải khổ sở dắt nhau bỏ trốn, huống hồ lên đến hơn 3 vạn người? Họ chẳng phải đều là nhớ quê nhà, mong thân nhân rõ ràng à. Không nghĩ ân nghĩa ràng buộc tấm lòng của họ, lại muốn áp đặt nơi chốn của họ, trừng phạt càng nặng, bỏ trốn càng nhiều, là việc gây đau lòng thứ tư. Từ khi đuổi bắt rồi dẫn giải, đến khi kéo vào mà thẩm vấn, đường sá quấy quả, gà chó chẳng yên. Không nói oan khuất của họ thực sự rất nhiều, mà dây leo mọc khắp chốn, người ở chợ búa bị xiềng xích gần hết. Ngày lại qua ngày, nhân khẩu điêu tàn, ai còn là con đỏ của hoàng thượng? Là việc gây đau lòng thứ năm. Lại không riêng gì kẻ phạm pháp mà thôi, dân đói lưu lạc, quan lại lấy cớ tra xét Đông nhân mà đóng cửa Quan, dân bị sập cửa, không chỗ che đầu. Than ôi họ là lê dân khốn cùng, triều đình đáng ra phải miễn thuế nấu cháo, cho họ cơm ăn áo mặc, sao lại vì Đào nhân pháp mà đẩy họ vào chỗ chết? Là việc gây đau lòng thứ sáu. Phụ nữ luẩn quẩn ngoài đồng hoang, già trẻ ngã lăn dưới ngòi rãnh. Người nào có sức lực, hứng sương móc, đội gió tuyết, cứ thế sẽ mạo hiểm làm càn. Nay giặc giã chưa yên, chiêu phủ không kịp, vốn là con đỏ của ta, lại đuổi họ làm giặc ru? Là việc gây đau lòng thứ bảy. Thần cho rằng nên nghiêm khắc với họ sau khi bỏ trốn, sao lại nghiêm khắc với họ trước khi bỏ trốn? Nay đối với Người bỏ trốn 3 lần mới dùng đến pháp luật, còn sơ phạm, tái phạm thì chẳng qua phạt đòn là được. Xin làm sắc từ nay về sau đối với Người bỏ trốn chỉ cần sơ phạm lập tức luận tội chết, nhưng hoàng thượng hiếu sanh như trời, không nhẫn tâm giết họ, có thể phỏng theo lệ thích chữ đối với trộm cắp, đều chịu thích chữ vào mặt và tay. Như thế Người bỏ trốn không dám bỏ trốn, thì người ta không cần chứa chấp họ nữa.”
Sớ dâng lên, Thuận Trị đế giữ lại, hơn 10 ngày sau mới giao xuống cho các đại thần. Hội nghị Nghị chánh Vương đại thần thừa nhận không thể khép tội Nhân theo luật, nhưng 7 việc gây đau lòng (thất khả thống) là vô cùng đáng ghét, đòi giết chết ông. Thuận Trị đế không đồng ý, họ bèn đòi phạt đòn Nhân, đày đi Ninh Cổ Tháp. Cuối cùng đế mệnh cho Nhân được miễn phạt đòn, an trí ông ở Thượng Dương bảo thuộc Thịnh Kinh (nay là Thẩm Dương). Sang năm (1656), Nhân mất.